# ビリーヴ (GReeeeNの曲)
「ビリーヴ」は、GReeeeNによる楽曲である。2015年2月18日に、ZEN MUSICより、配信限定でリリースされた。
新曲3週連続リリースの第2弾としてリリースされた。
ゴールド認定（シングルトラック、日本レコード協会）

## 解説
- 2015年2月18日 - 3月4日の新曲3週連続配信リリースの第2弾としてリリースされた[1]。
- GReeeeNの配信曲は、『OHA☆YOU』以来となる。
- 後に2ndベスト・アルバム『C、Dですと!?』に収録された。
- 日本赤十字社「平成27年度はたちの献血」キャンペーンソング